# شارلوت کوپر (تنیس‌باز)
 شارلوت کوپر (انگلیسی: Charlotte Cooper؛ زاده ۲۲ سپتامبر ۱۸۷۰ – درگذشته ۱۰ اکتبر ۱۹۶۶) یک تنیس‌باز اهل بریتانیا بود.